# Dance Devil Dance
| Оценки критиков  | Оценки критиков |
| Источник         | Оценка          |
| ---------------- | --------------- |
| Blabbermouth.net | 8/10            |
| Metal Hammer     | [ 6 ]           |
| Kerrang          | [ 7 ]           |
| Metal Injection  | 7/10            |

Dance Devil Dance — девятый студийный альбом шведской метал-группы Avatar, вышедший 17 февраля 2023 года. Продюсером альбома стал Джей Растон, который работает с группой со времен альбома Hail The Apocalypse.

## Выпуск и продвижение
По словам участников группы, альбом был записан в шведской глуши, вдали от всего воспринимаемого гламура большого города и современных студий, в записи участвовало 6 человек.
Первый сингл «Valley of Disease» вышел 23 сентября 2022 года. 28 октября вышел второй сингл «Dance Devil Dance», а также стала известна дата выхода альбома — 17 февраля 2023 года. Третий сингл «The Dirt I’m Buried In» вышел 9 декабря. Четвёртый сингл «Violence No Matter What» вышел 27 января.
В поддержку альбома, группа анонсировала тур, который начался в феврале 2023 года.

## Список композиций
| №                   | Название                                      | Длительность |
| ------------------- | --------------------------------------------- | ------------ |
| 1.                  | «Dance Devil Dance»                           | 4:00         |
| 2.                  | «Chimp Mosh Pit»                              | 3:02         |
| 3.                  | «Valley Of Disease»                           | 4:08         |
| 4.                  | «On The Beach»                                | 4:32         |
| 5.                  | «Do You Feel In Control»                      | 3:09         |
| 6.                  | «Gotta Wanna Riot»                            | 4:03         |
| 7.                  | «The Dirt I'm Buried In»                      | 4:04         |
| 8.                  | «Clouds Dipped In Chrome»                     | 3:45         |
| 9.                  | «Hazmat Suit»                                 | 3:35         |
| 10.                 | «Train»                                       | 2:59         |
| 11.                 | «Violence No Matter What» (дуэт с Лиззи Хейл) | 3:54         |
| Общая длительность: | Общая длительность:                           | 41:11        |

## Чарты
| Чарты (2023)                                  | Высшая позиция |
| --------------------------------------------- | -------------- |
| Франция (SNEP)                                | 117            |
| Германия (Offizielle Top 100)                 | 66             |
| Швейцария (Schweizer Hitparade)               | 100            |
| Шотландия (Scottish Albums Chart)             | 44             |
| Великобритания (UK Rock & Metal Albums Chart) | 7              |
| США (Billboard Top Hard Rock Albums)          | 18             |

## Участники записи
| - Йоханнес Эккерстрём — вокал - Йонас Ярлсбю — гитара - Тим Оштрём — гитара - Хенрик Санделиин — бас-гитара - Йоан Альфредссон — ударные | - Джей Растон — продюсер |